# Evoloko Jocker
Evoloko Atshuamo, detto Jocker o Lay Lay (...), è un cantante soukous della Repubblica Democratica del Congo.
Era un minatore quando diede inizio alla propria carriera musicale, nel 1969, entrando negli Zaïko Langa Langa, uno dei gruppi musicali storici della scena congolese. Evoloko divenne ben presto una delle figure di spicco della formazione, insieme a Papa Wemba; fu lui, tra l'altro, a lanciare la cavacha, un ballo che divenne un vero e proprio fenomeno di costume nell'Africa orientale e centrale degli anni settanta.
Nel 1974 abbandonò temporaneamente la scena musicale per completare gli studi in Europa. Al suo rientro, Papa Wemba era uscito dagli Zaiko per fondare gli Isifi Lokole, ed Evoloko lo raggiunse in questa nuova formazione. Nel 1975, dissapori fra Evoloko e le altre stelle del gruppo (come Papa Wemba e Mavuela Somo) portarono il gruppo alla scissione; la formazione guidata da Evoloko prese il nome di Isifi Melodia e per qualche tempo fu fra i gruppi più popolari della scena congolese.
Nei primi anni ottanta, scioltisi gli Isifi Melodia, Evoloko fondò i Langa Langa Stars, un'altra formazione di enorme successo, con cui Evoloko lanciò diverse nuove mode di ballo soukous, tra cui il sansaku. Gli Stars si sciolsero nel 1984, ed Evoloko proseguì la propria carriera come solista e come leader di altre formazioni; fra le ultime, i Langa Langa Rénové (2008).
Il 29 gennaio 2008, Evoloko è stato condannato a dieci anni di reclusione dal tribunale di Kasa-Vubu per abuso di minore.

## Discografia parziale

### Con i Langa Langa Stars
- Requiem
- Kalolo
- Soleil
- Mingalina B 52